# Fin Richardson
Pour les articles homonymes, voir Richardson.
Pas d'image ? Cliquez ici

a Compétitions nationales et continentales officielles uniquement.

b Matchs officiels uniquement.
Dernière mise à jour le 21 juillet 2025.
Fin Richardson, né le 16 septembre 1998 à Colchester (Angleterre), est un joueur international écossais de rugby à XV jouant au poste de pilier droit aux Glasgow Warriors en United Rugby Championship depuis 2024.

## Biographie
Né à Colchester en Angleterre, Fin Richardson grandit à Édimbourg en Écosse. Durant sa jeunesse, il joue au rugby à XV pour le Currie RFC puis l'Edinburgh Academical FC, avant de retourner en Angleterre pour étudier le droit à l'université d'Exeter. Il y devient un joueur important de l'équipe de rugby à XV. En parallèle, il joue avec l'équipe d'Écosse des moins de 20 ans en 2018 et se fait remarquer et inscrivant un doublé contre l'Angleterre durant le Tournoi des Six Nations des moins de 20 ans.
Avant la reprise de la saison 2022-2023, il est recruté par les Exeter Chiefs. Quelque temps après son arrivée, il joue son premier match professionnel en Coupe d'Angleterre contre les Bristol Bears. Dans la foulée, il est prêté au Plymouth Albion RFC pour la suite de la saison.
La saison d'après, il est de nouveau prêté, cette fois aux Cornish Pirates, qui évoluent en deuxième division anglaise.
Ayant pour objectif principal de devenir international écossais, il choisit de rejoindre les Glasgow Warriors à partir de la saison 2024-2025. Au mois de novembre 2024, il entre en jeu avec l'Écosse A (équipe d'Écosse réserve) dans une rencontre amicale remportée 19 à 17 face au Chili. La semaine suivante, il fait ses débuts avec sa nouvelle équipe lors d'un match de championnat contre les Scarlets.
Le 18 juillet 2025, il connaît sa première cape internationale avec l'Écosse lors d'une victoire 41 à 12 contre les Samoa.